# Ramosomyia
Ramosomyia é um gênero de aves apodiformes pertencente à família dos troquilídeos, que inclui os beija-flores. O gênero possui um total de três espécies reconhecidas, anteriormente classificadas em Amazilia e, subsequentemente, em Leucolia, até serem recentemente agrupadas neste novo gênero; que se distribuem pela região ao sul do continente norte-americano, principalmente no estado mexicano de Oaxaca e, no caso do beija-flor-de-coroa-violeta, a extremo-sul dos Estados Unidos seguindo pelo norte do México, habitando ambientes como os corredores ribeirinhos, florestas decíduas temperadas, florestas de galeria, florestas espinhosas e de carvalho, além de habitarem campos, parques, jardins botânicos e áreas urbanas e suburbanas; a espécie recentemente descrita, o beija-flor-de-flancos-canela, foi por muito tempo considerada uma subespeciação do beija-flor-de-fronte-verde, mesmo após ser reclassificada em Ramosomyia.
Embora as três espécies reconhecidas dentro deste gênero estejam classificadas como "espécies pouco preocupantes" conforme a Lista Vermelha da União Internacional para a Conservação da Natureza, esta mesma instituição destaca que duas espécies, sendo  o beija-flor-de-flancos-canela e o beija-flor-de-fronte-verde, observaram através de registros mais recentes um decréscimo populacional destas aves. Estas aves estão entre uma minoria que abrange os troquilídeos de distribuição pelo hemisfério norte, acima da linha do equador.

## Descrição
Os representantes deste gênero apresentam a média de 10,5 a 11 centímetros de comprimento, tornando-os troquilíneos relativamente grandes; enquanto isso, a média de peso está entre os 6 a 6,3 gramas para os beija-flor-de-coroa-violeta e o beija-flor-canela, ao que os beija-flores-de-fronte-verde são ligeiramente mais magros, com uma massa corporal entre os 5,1 até os 5,8 gramas. Entre as características marcantes estão seu bico negro retilíneo, com a mandíbula rosada nas extremidades; e também apresenta a mancha branca atrás dos olhos, embora o tamanho varie em relação à espécie. O dimorfismo sexual se manifesta em sua plumagem, embora, apesar disso, ambos sexos são visualmente similares. Os machos apresentam píleo verde-azulado e brilhante, que no caso do beija-flor-de-coroa-violeta possui coloração púrpura; e também se diferenciam pelo torso verde-esmeralda ou bronze,  com os flancos e coberteiras superiores marrons ou marrom-acinzentado. Possivelmente a característica mais notável destes beija-flores seria a plumagem da garganta às coberteiras infracaudais, que é branca e segue até a tetriz. As fêmeas se diferenciam pela sua coroa, que pode ser verde-escura e sua cauda verde-bronze a verde-dourada ou, no caso do beija-flor-de-coroa-violeta, apresentam plumagem mais pálida, ou seja, menos chamativa e mais cinzenta. O tamanho dos espécimes varia de acordo com a subespécie, na qual uma subespécie pode ser visivelmente maior do que outra, ou mesmo, quase do mesmo tamanho.

## Distribuição e habitat
Estes beija-flores se distribuem pelo sul da América do Norte, com alguns registros sendo documentados em território centro-americano, principalmente pelo norte de Belize e oeste da Guatemala. Os beija-flores-de-fronte-verde e beija-flor-canela se distribuem em áreas próximas um ao outro, ao sul do México, pelos estados de Guerrero e Oaxaca e, sua subespécie R. v. villadai, segue até maior parte de Chiapas, de acordo com a taxonomia de Clements, a União Ornitológica Americana e o Comitê Ornitológico Internacional. Os beija-flores-de-coroa-violeta são encontrados a sudeste do estado norte-americano do Arizona ao sudoeste do Novo México nos Estados Unidos e, em território mexicano, em Michoacán até Hidalgo e possivelmente seguindo até os estados de Puebla e México. Os beija-flores habitam florestas decíduas temperadas, florestas espinhosas, cerrados áridos e semiáridos, florestas de galeria, vegetações ripárias, além de áreas urbanas e suburbanas, dentre os quais estão parques, jardins botânicos e áreas de uso agrícola. São tipicamente encontrados em altitudes médias, entre os 250 aos 900 metros acima do nível do mar, embora registros das aves em altitudes variando entre 60 e 1400 metros, se estendendo aos 2400 metros também existam.

## Sistemática e taxonomia
Esse gênero foi introduzido primeiramente no ano de 2021, por Frank Garfield Stiles III, observador de aves e pesquisador nascido nos Estados Unidos, e Murray D. Bruce, ornitólogo australiano, que publicariam uma correção de um estudo anterior na revista científica e revisada por pares Zootaxa. Neste estudo anterior, houve a realização de amostras de DNA mitocondrial e filogenética molecular, que descobriram que vários gêneros de beija-flores com uma grande quantidade de espécies eram polifiléticos, dentre os quais estava o gênero de cerca de trinta espécies Amazilia, que foi descrito por René Primevère Lesson em 1843. No estudo filogenético molecular inicial, as espécies que atualmente se encontram em Ramosomyia estavam Amazilia — onde uma das espécies seria considerada subespécie de outra, Ramosomyia wagneri, nomeada Amazilia viridifrons wagneri em 1966, de acordo com a descrição original — seriam movidas ao ressurgido gênero Leucolia, descrito um sinônimo de Leucippus em 1866 pelos naturalistas e colecionadores Étienne Mulsant, Jules Verreaux e o irmão Édouard Verreaux, a partir da descrição de Jules Bourcier. No mesma correção, Stiles e Bruce sugerem a correção de outro monotípico, Uranomitra, considerado durante tempos uma sinonímia de Saucerottia. Este gênero, que foi  introduzido em 2021, tornou-se o gênero mais novo a ser descrito no estudo dos beija-flores, talvez, o mais novo gênero descrito e aceito na ornitologia. Estas e outras alterações na sistemática dos beija-flores deu-se após a publicação de uma série de estudos entre 2007 e 2014. Esse gênero, entretanto, não é reconhecido por alguns identificadores taxonômicos, que ao invés disso, incluem-nos em Leucolia ou, até mesmo em Amazilia. South American Classification Committee foi o primeiro a reconhecer este gênero, pouco após a sua introdução; outros identificadores, como a taxonomia de Clements, o Avibase, o eBird e a Lista Vermelha de Espécies Ameaçadas incluem as espécies em seu sinônimo Leucolia, ao que a BirdLife International e o Howard and Moore Complete Check-list of the Birds of the World classificam as espécies à Amazilia. Adicionalmente, o Handbook of the Birds of the World (HBW) da BirdLife International e o Comitê Ornitológico Internacional reconhecem a subespécie Ramosomyia viridifrons wagneri como um táxon monotípico separado.

### Espécies[2][6]
- Ramosomyia violiceps (Gould, 1859), beija-flor-de-coroa-violeta — pode ser encontrada desde o sudoeste estadunidense seguindo ao território mexicano ocidental
  - Ramosomyia violiceps violiceps (Gould, 1859) — subespécie nominal; pode ser  encontrada ao sudoeste do México
  - Ramosomyia violiceps elliotii (von Berlepsch, 1889) — pode ser encontrada ao sudoeste dos Estados Unidos, seguindo ao oeste do México, em Jalisco e Guanajuato
- Ramosomyia viridifrons (D. G. Elliot, 1871), beija-flor-de-fronte-verde — pode ser encontrado na região sul do México, com subespécies se estendendo até a Guatemala
  - Ramosomyia viridifrons viridifrons (D. G. Elliot, 1871) — subespécie nominal; pode ser encontrada no sul do México, ao leste de Guerrero e oeste de Oaxaca
  - Ramosomyia viridifrons villadai (Peterson & Navarro, 2000) — pode ser encontrada no sul do México, leste de Oaxaca e Chiapas e em Huehuetenango no centro-oeste da Guatemala
- Ramosomyia wagneri (A. R. Phillips, 1966) — anteriormente considerada subespécie; pode ser encontrada no centro e sul de Oaxaca